# Liste des peuples autochtones d'Amérique du Nord

Localisation de peuples autochtones.

Cette page recense les principaux peuples autochtones d'Amérique du Nord, classés selon leur situation géographique.

## Canada

### Québec
- Marnikananaciens
- Chicoutimiens
- Cris
- Micmacs
- Mistassins
- Mohicans
- Naskapis
- Nekoubouistes
- Outaouais
- Papinachois
- Petite Nation
- Piekoagamiens
- Tadoussacciens

- Aïda
- Abénaquis
- Algonquins
- Hurons-Wendat
- Innus
- Iroquois
  - Cayugas,
  - Mohawks,
- Malécites
- Attikameks

### Ontario
- Iroquois
  - Mohawks,
  - Onneiouts,

## États-Unis
- Apaches
- Arapahos
- Blackfeet
- Cherokees
- Cheyennes
- Chicachas
- Choctaws
- Crows
- Comanches
- Hopis
- Kiowa
- Lenapes
- Lumbees
- Modoc
- Mojaves
- Navajos
- Ojibwés
- Osages
- Païutes
- Pawnees
- Powhatans
- Pueblos
- Séminoles
- Shawnees
- Shoshones
- Sioux
- Iroquois
  - Cayugas,
  - Mohawks,
  - Onneiouts,
  - Onondagas,
  - Sénécas ou Tsonnontouans,
  - Tuscaroras.
- Utes
- Yakamas